# کارلوس دومینگز (بازیکن فوتبال)
کارلوس دومینگز (انگلیسی: Carlos Domínguez؛ زادهٔ ۱۱ فوریهٔ ۲۰۰۱) بازیکن فوتبال اهل اسپانیا است.